# اچ‌ام‌اس تالبوت (۱۸۰۷)
اچ‌ام‌اس تالبوت (۱۸۰۷) (به انگلیسی: HMS Talbot (1807)) یک کشتی بود که طول آن ۱۱۳ فوت ۲ ۱⁄۲ اینچ (۳۴٫۵۰۶ متر) بود. این کشتی در سال ۱۸۰۷ ساخته شد.